# Singly na prvním místě v roce 2010 (USA)
Seznam singlů, které obsadily první místo v Billboard Hot 100 v roce 2010.
| Období        | Píseň                      | Umělec                          |
| ------------- | -------------------------- | ------------------------------- |
| 2. ledna      | "Tik Tok"                  | Kesha                           |
| 9. ledna      | "Tik Tok"                  | Kesha                           |
| 16. ledna     | "Tik Tok"                  | Kesha                           |
| 23. ledna     | "Tik Tok"                  | Kesha                           |
| 30. ledna     | "Tik Tok"                  | Kesha                           |
| 7. února      | "Tik Tok"                  | Kesha                           |
| 13. února     | "Tik Tok"                  | Kesha                           |
| 20. února     | "Tik Tok"                  | Kesha                           |
| 27. února     | "Tik Tok"                  | Kesha                           |
| 6. března     | "Imma Be"                  | Black Eyed Peas                 |
| 13. března    | "Imma Be"                  | Black Eyed Peas                 |
| 20. března    | "Break Your Heart"         | Taio Cruz featuring Ludacris    |
| 27. března    | "Rude Boy"                 | Rihanna                         |
| 3. dubna      | "Rude Boy"                 | Rihanna                         |
| 10. dubna     | "Rude Boy"                 | Rihanna                         |
| 17. dubna     | "Rude Boy"                 | Rihanna                         |
| 24. dubna     | "Rude Boy"                 | Rihanna                         |
| 1. května     | "Nothin' on You"           | B.o.B featuring Bruno Mars      |
| 8. května     | "Nothin' on You"           | B.o.B featuring Bruno Mars      |
| 15. května    | "OMG"                      | Usher featuring will.i.am       |
| 22. května    | "Not Afraid"               | Eminem                          |
| 29. května    | "OMG"                      | Usher featuring will.i.am       |
| 5. června     | "OMG"                      | Usher featuring will.i.am       |
| 12. června    | "OMG"                      | Usher featuring will.i.am       |
| 19. června    | "California Gurls"         | Katy Perry featuring Snoop Dogg |
| 26. června    | "California Gurls"         | Katy Perry featuring Snoop Dogg |
| 3. července   | "California Gurls"         | Katy Perry featuring Snoop Dogg |
| 10. července  | "California Gurls"         | Katy Perry featuring Snoop Dogg |
| 17. července  | "California Gurls"         | Katy Perry featuring Snoop Dogg |
| 24. července  | "California Gurls"         | Katy Perry featuring Snoop Dogg |
| 31. července  | "Love The Way You Lie"     | Eminem featuring Rihanna        |
| 7. srpna      | "Love The Way You Lie"     | Eminem featuring Rihanna        |
| 14. srpna     | "Love The Way You Lie"     | Eminem featuring Rihanna        |
| 21. srpna     | "Love The Way You Lie"     | Eminem featuring Rihanna        |
| 28. srpna     | "Love The Way You Lie"     | Eminem featuring Rihanna        |
| 4. září       | "Love The Way You Lie"     | Eminem featuring Rihanna        |
| 11. září      | "Love The Way You Lie"     | Eminem featuring Rihanna        |
| 18. září      | "Teenage Dream"            | Katy Perry                      |
| 25. září      | "Teenage Dream"            | Katy Perry                      |
| 2. října      | "Just The Way You Are"     | Bruno Mars                      |
| 9. října      | "Just The Way You Are"     | Bruno Mars                      |
| 16. října     | "Just The Way You Are"     | Bruno Mars                      |
| 26. října     | "Just The Way You Are"     | Bruno Mars                      |
| 30. října     | "Like A G6"                | Far East Movement               |
| 6. listopadu  | "Like A G6"                | Far East Movement               |
| 13. listopadu | "We R Who We R"            | Kesha                           |
| 20. listopadu | "What's My Name"           | Rihanna featuring Drake         |
| 27. listopadu | "Like A G6"                | Far East Movement               |
| 4. prosince   | "Only Girl (In the World)" | Rihanna                         |
| 11. prosince  | "Raise Your Glass"         | Pink                            |
| 18. prosince  | "Firework"                 | Katy Perry                      |
| 25. prosince  | "Firework"                 | Katy Perry                      |